# Hipònous (rei d'Òlenos)
Hipònous (en grec antic: Ἱππόνοος, 'Hippónoos') va ser, segons la mitologia grega, rei d'Òlenos.
Casat amb Astínoe, filla de Tàlau, segons diu Higí, va tenir al menys dos fills, Capaneu, un dels mítics set Cabdills tebans que van marxar des d'Argos a Tebes i Peribea, esposa d'Eneu i mare de Tideu.
Alguns autors diuen que Hipònous era fill de Iocles, un descendent de Peneu, o també que era fill d'Anaxàgoras i descendent de Pretos. Hesíode afirma que quan Peribea, va ser seduïda per Hipòstrat, fill de Amarinceu, el seu pare Hipónous la va enviar fora d'Òlenos com un regal per Eneu, que vivia a Etòlia, i li va encarregar que la matés. A més, la Tebaida ens explica el context i ens diu que un dia va esclatar la guerra entre els etolis d'Eneu i els epeus d'Hipònous, potser per la proximitat de les ciutats de Calidó i Òlenos. Hipònous va perdre la lluita i va entregar Peribea com a tribut. Esteve de Bizanci diu que Òlenos era una ciuta d'Etòlia, i que Hipònous vivia a la roca Olènia situada en un riu, el Peiros. Estrabó diu que aquest riu Peiros és el Teuteas, un afluent de l'Aqueloos, i que passa per Acarnània.